# Parkia cachimboensis
Parkia cachimboensis är en ärtväxtart som beskrevs av H.C.Hopkins. Parkia cachimboensis ingår i släktet Parkia och familjen ärtväxter. Inga underarter finns listade i Catalogue of Life.